# Invasão e ocupação de Mônaco durante a Segunda Guerra Mundial
A Invasão e Ocupação de Mônaco refere-se à presença de forças italianas e alemãs entre 1940 e 1944 no território do Principado de Mónaco (em  francês: Principauté de Monaco; em lígure: Prinçipatu de Múnegu) e ao controle que exerciam dentro do território.
No final de 1942, o exército italiano invadiu o principado para fins estratégicos, em parte porque os Aliados estavam a ganhar terreno no Norte de África. Pouco menos de um ano depois, as forças alemãs ocuparam Mônaco depois que a Itália mudou de lado e se juntou aos Aliados. Apesar do interesse de Hitler na neutralidade do Mónaco, que beneficiou enormemente as estratégias econômicas nazistas, 90 judeus foram deportados, tendo a maioria morrido em campos de concentração.

## Mônaco pré-guerra

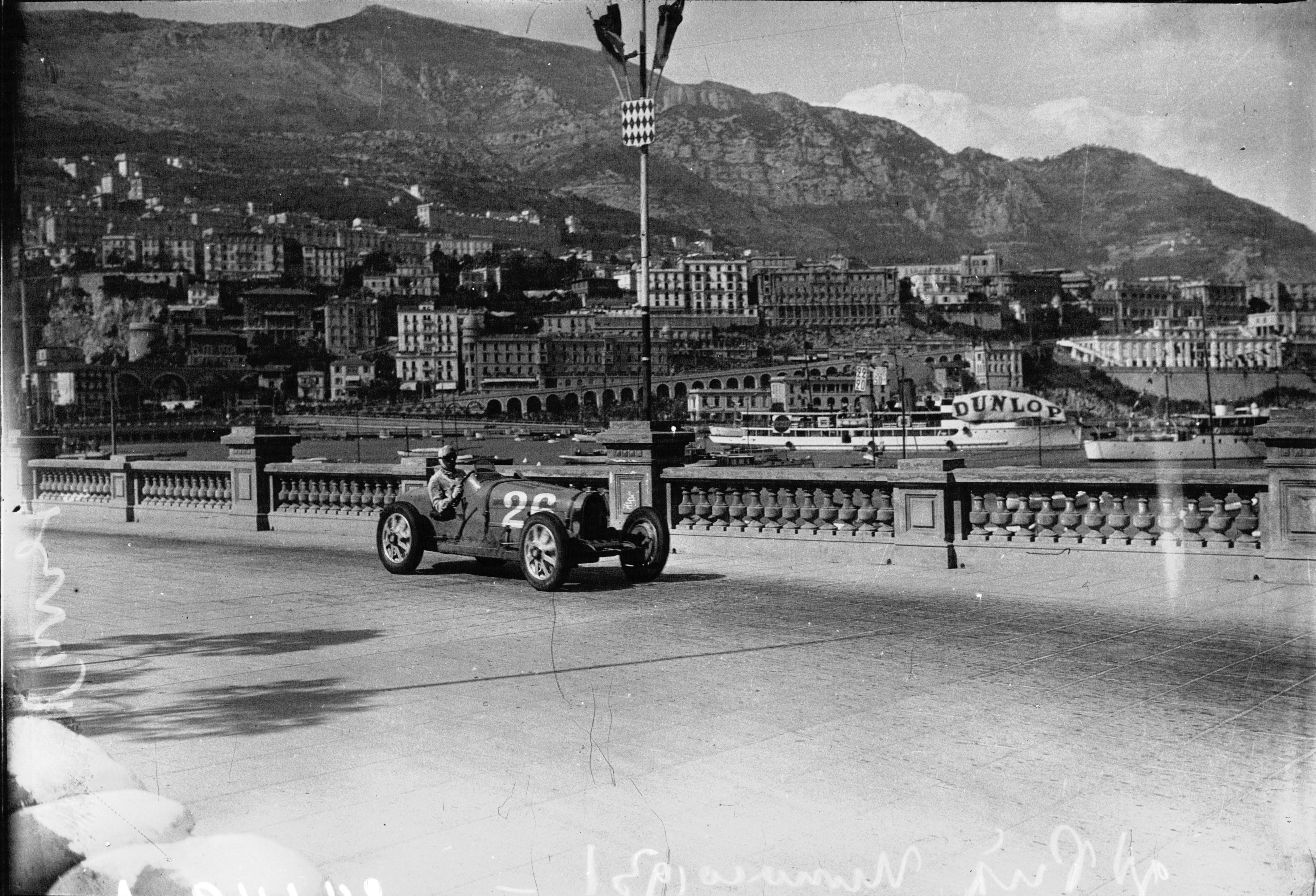
Grande Prêmio de Mônaco de 1931

Após o fim da Primeira Guerra Mundial, o Principado de Mônaco ficou sob proteção militar francesa, de acordo com o Tratado Franco-Monegasco assinado em julho de 1918. 

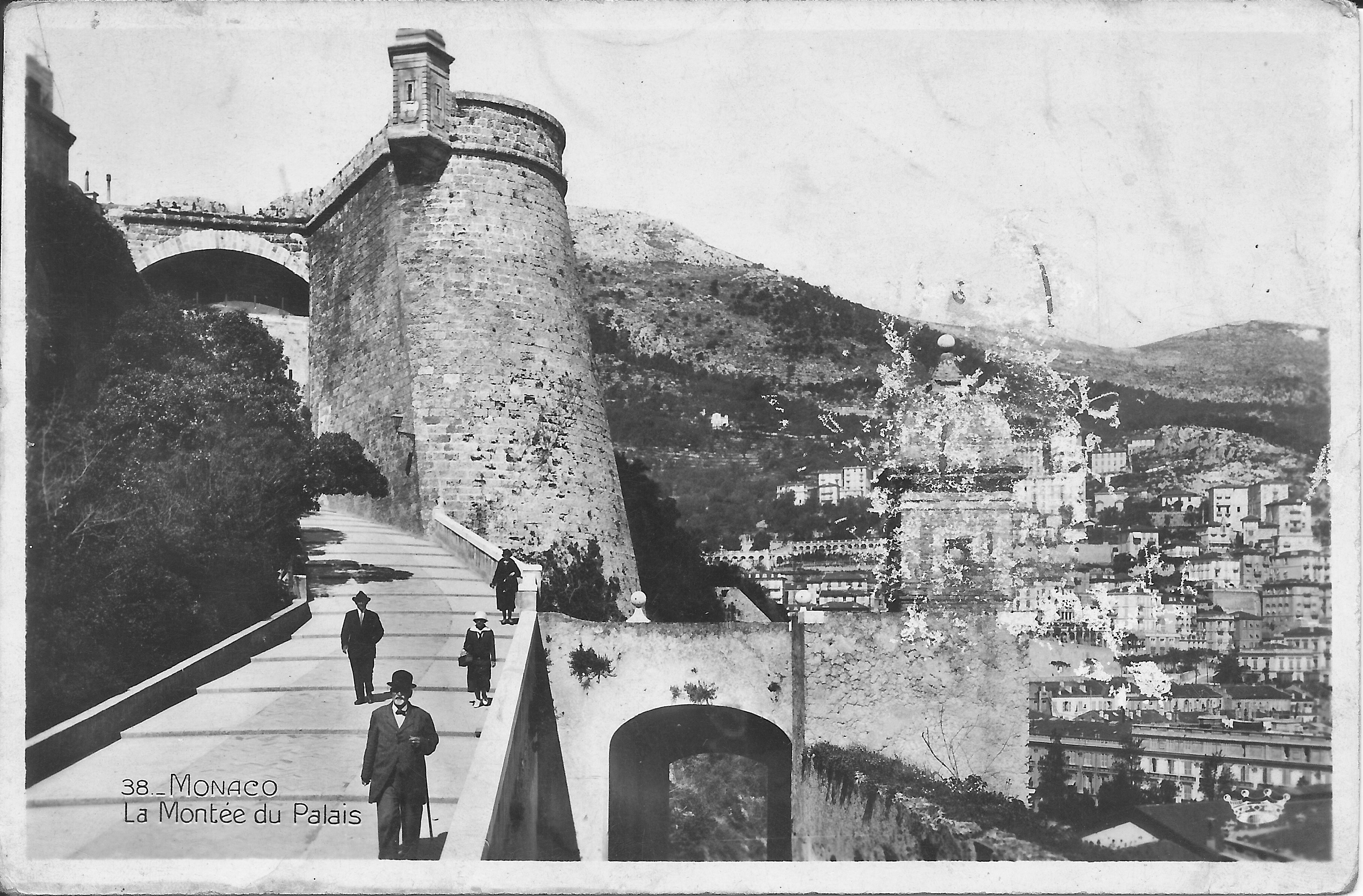
Mônaco em 1930

Na década de 1930, Mônaco já era conhecido por sua riqueza, com o Cassino de Monte Carlo e as corridas de automóveis atraindo visitantes de todo o mundo.  Mônaco desfrutou de relativa prosperidade no período pré-guerra, embora tenha havido alguma instabilidade devido ao governo do Príncipe Luís II. 

## Segunda Guerra Mundial

### Pré-ocupação
Mônaco foi um estado neutro durante a Segunda Guerra Mundial, mas sua função e posição foram ferozmente disputadas pela Alemanha e pela Itália, que tinham opiniões e ideias conflitantes sobre seu futuro. A Alemanha cobiçava a neutralidade do Mónaco porque as suas regulamentações flexíveis e o seu sistema fiscal permitiam aos nazistas negociar com o resto do mundo através de empresas representativas que estabeleceu no principado. Com acesso a um país neutro, a Alemanha poderia obter moeda estrangeira, que era um componente necessário para a realização de ambiciosos projetos militares e atividades relacionadas com a guerra. 
Oitocentos habitantes foram mobilizados quando a guerra começou em 1939, juntamente com trezentos soldados franceses.  Em junho de 1940, a Itália declarou guerra à França. Isto serviu de alerta aos líderes monegascos, que fecharam o casino e prenderam apoiantes de Mussolini. 
Em 1941, as tensões entre os fascistas italianos e a população francesa no Mónaco aumentaram, com o principado a tornar-se um ponto crítico para estas tensões devido à sua geografia e demografia. Um exemplo disso é a difusão de uma versão da Marseillaise zombando dos italianos chamada “vamos lá, crianças da Itália” (“Allez, Enfants de l'Italie”).  Também ocorreram interações violentas, com a morte de Pierre Weck em outubro de 1940, causando raiva na comunidade francesa.  Pierre Weck era um jovem francês que passeava com os amigos à noite quando se cruzou com dois italianos cantando "viva Mussolini, vive le Duce". Quando Weck pediu que parassem, os italianos responderam violentamente, levando à sua morte dois dias depois.  O relatório da autópsia indicou que a causa da morte foi a queda no pavimento, deixando assim os dois italianos livres de acusações, apesar dos protestos da população francesa. 
Embora Mônaco aceitasse que as instalações de defesa francesas fossem estabelecidas ao longo da costa no período pré-guerra, o Príncipe Luís sempre declarou a sua intenção de que Mônaco permanecesse neutro se a guerra eclodisse.  Embora a neutralidade tenha sido de facto promovida oficialmente até Novembro de 1942, Mônaco envolveu-se numa série de acordos financeiros com a Alemanha, o que significou que os nazistas aceitaram as reivindicações de independência do Mônaco.  Os alemães queriam, nomeadamente, controlar a Société des Bains de Mers et des étrangers (SBM), que era particularmente poderosa no Mónaco como proprietária do casino.  A presença alemã nas indústrias do principado estendeu-se então a outros domínios, nomeadamente para a produção de propaganda alemã e a compra de armamentos pelos alemães no mercado aberto. 
O abastecimento de alimentos era particularmente abundante no principado em comparação com o resto da Europa ocupada, nomeadamente para aqueles envolvidos na especulação de guerra que vieram para o Mônaco para evitar impostos.  Monte Carlo ficou conhecido por manter seu cenário de entretenimento durante a guerra. Esta riqueza e abundância de suprimentos, no entanto, não se aplicava a toda a população, pois o racionamento e o aumento dos preços ocorreram em outras regiões. 
A localização geográfica do Mônaco foi crucial para os objectivos estratégicos da Itália. Mussolini desdobrou as suas forças para tomar Mônaco em Junho de 1940, pouco depois de a Itália ter declarado guerra à França, a fim de controlar o porto de Monte Carlo e obter uma vantagem territorial.  No início de 1942, o porto de Mônaco estava sob o controle da Comissão Italiana de Armistício. Mônaco tentou fazer um acordo com a Suíça para escapar do controle italiano, mas as discussões não tiveram sucesso. 

### Invasão e ocupação italiana (11 de novembro de 1942–9 de setembro de 1943)
O estatuto neutro de Mônaco significava que a Itália não poderia invadir o principado a menos que fosse atacada por Mônaco.  Os italianos alegaram assim que as instalações de defesa francesas na costa eram a prova da não-neutralidade de Mônaco e invadiram o principado em 11 de novembro.  Alguns estudiosos apontam para o estabelecimento de um consulado dos EUA em Mônaco, em 5 de novembro, como uma explicação para o momento da invasão. Walter Orebaugh, o novo cônsul, esteve em contato com a Resistência Francesa quando era cônsul em Nice, e o regime de Mussolini viu as novas relações diplomáticas EUA-Monegasca como uma ameaça à sua influência em Mônaco.  O consulado dos EUA foi o primeiro alvo das forças italianas em 16 de novembro, depois de o acesso por mar ou terra ter sido fechado. Nos dias da invasão, o Príncipe Luís enviou cartas ao Papa Pio XII e a Hitler sobre a violação da soberania de Mônaco.  Após este evento, os irredentistas presos foram libertados pelas forças italianas  e começaram as prisões e internamentos de antifascistas. Os homens britânicos foram os principais alvos das prisões,  embora a maioria já tivesse partido no início da guerra. 
Um estado-fantoche foi estabelecido em Mônaco, mas os residentes ricos de Monte Carlo mantiveram seu estilo de vida luxuoso, com o cassino permanecendo aberto.
À medida que os Aliados ganharam terreno no Norte de África e na Itália, os estrangeiros e as actividades do mercado negro tornaram-se novos alvos da repressão italiana. 

### Ocupação alemã (9 de setembro de 1943–3 de setembro de 1944)
Mussolini foi preso em julho de 1943. A Itália mudou de lado e juntou-se aos Aliados, assinando o Armistício de Cassibile em 3 de setembro. O italiano deixou Mônaco no dia 9 de setembro; e no dia seguinte os nazistas assumiram o controle de Mônaco, estabelecendo sua sede no Hotel de Paris.  O Príncipe Luís, querendo manter o seu estatuto, acolheu os alemães, usando as suas raízes alemãs como factor de ligação. 
Isto levou a um tratamento especial de Mônaco por parte da Alemanha e permitiu à Alemanha implementar muitos dos projectos desenvolvidos no início da guerra, utilizando a alegada neutralidade de Mônaco para fins financeiros.  Eles criaram mais de trezentas holdings e se envolveram em lavagem de dinheiro.  Um banco foi criado no verão de 1944 pelos alemães, que procuravam contornar o embargo econômico americano.  Os negócios fraudulentos tornaram-se abundantes no principado. 
Durante este período, as autoridades monegascas trabalharam com a Gestapo para eliminar membros da resistência e antifascistas. O Ministro de Estado, Émile Roblot, argumentou que a Alemanha ameaçou acabar com o tratamento especial de Mônaco se este deixasse de cooperar. 
Após o bombardeio do viaduto ferroviário de Antheor pelas forças aliadas, o fornecimento de alimentos transportados por trem foi interrompido até o final da guerra, levando à desnutrição. O fornecimento de água e pão foi interrompido por bombardeios posteriores.  Os bombardeios continuaram até 2 e 3 de setembro, quando os alemães deixaram Mônaco.  As tropas americanas começaram então a chegar.  3 de setembro é feriado nacional em Mônaco, comemorando a libertação do país.
Durante a Segunda Guerra Mundial, o príncipe Luís II manteve Roblot como seu ministro de estado, apesar de suas afiliações com indivíduos pró-fascistas e apesar das exigências das populações monesgasca e francesa para demiti-lo.  Roblot desempenhou um papel importante nas posições assumidas pelo Mónaco como consequência das ocupações italiana e alemã. Depois que os alemães deixaram Mônaco, Roblot proibiu manifestações pró-Aliados. Ao regressar a Mônaco, o Príncipe Rainier, alarmado com as ações empreendidas durante e após a ocupação, foi ver o seu avô para pedir a demissão de Roblot.  O príncipe Louis recusou, mas Roblot decidiu partir em 1945, após manifestações populares.  
Conforme decidido pelos líderes monegascos, nenhum julgamento de guerra foi realizado no município após a Segunda Guerra Mundial. 

### Deportação de Judeus
Quando as forças de Mussolini chegaram ao Mónaco, estabeleceram um gabinete político fascista. O seu objetivo era identificar e prender residentes monegascos e franceses envolvidos com a Resistência.  Apesar disso, a Resistência ainda operava, escondendo os judeus e contrabandeando-os para a Suíça.  O príncipe Luís fez Mussolini prometer que a população judaica de Mônaco não seria deportada. No entanto, o príncipe não interveio quando o judeu-romeno Raoul Gunsbourg, o antigo diretor da Ópera de Monte-Carlo, foi forçado a renunciar e teve que fugir para a Suíça para evitar a prisão. 
Embora nem Mussolini nem Hitler tenham tentado estabelecer um regime fascista em Mônaco, sob a pressão deste último, várias pessoas foram deportadas para campos de concentração. Durante a ocupação, a população judaica de Mônaco, estimada pelo cônsul Hellenthal entre 1.000 e 1.500 pessoas, foi alvo das autoridades alemãs, que os prenderam e os enviaram para territórios ocupados na França para internamento.  De acordo com uma avaliação do governo, cerca de 90 pessoas, detidas por agentes da polícia monesgasca, foram deportadas de Mônaco durante a noite de 1 de agosto de 1942, com apenas nove sobreviventes. Entre os deportados estava René Blum, o fundador da casa de ópera, que foi assassinado em Auschwitz.  Setenta e três anos depois, o Príncipe Alberto II de Mônaco pediu desculpas publicamente pela deportação de 90 judeus durante o Holocausto e reconheceu o fracasso do Príncipe Luís II em manter a neutralidade de Mônaco durante a guerra. 
Em 27 de agosto de 2015, o Príncipe Alberto II de Mônaco inaugurou um monumento dedicado ao povo judeu que foi deportado. O monumento tinha os nomes do povo judeu gravados no memorial. Foi escolhido para ser inaugurado 73 anos depois da noite em que os judeus foram deportados. 